# Pitch Perfect
Pitch Perfect là một phim nhạc kịch hài Mỹ 2012 được đạo diễn bởi Jason Moore. Với sự tham dự của một dàn diễn viên bao gồm Anna Kendrick, Skylar Astin, Rebel Wilson, Anna Camp, Brittany Snow, Ester Dean, Alexis Knapp, Hana Mae Lee, Adam DeVine, Ben Platt, John Michael Higgins, và Elizabeth Banks. Cốt truyện xoay quanh nhóm nhạc nữ a cappella của trường Đại học Barden, The Barden Bellas, họ tranh tài cùng với các nhóm a cappella để giành ngôi vô địch Quốc gia. Bộ phim lấy ý tưởng từ cuốn truyện giả tưởng của Mickey Rapkin mang tiên Pitch Perfect: The Quest for Collegiate A Cappella Glory. Quá trình quay phim kết thúc vào tháng 12 năm 2011 ở Baton Rouge, Louisiana.
Phim được ra mắt ở Los Angeles ngày 24 tháng 9 năm 2012. Công chiếu trên toàn nước Mỹ vào ngày 28 tháng 9 năm 2012, bộ phim đã nhận được nhiều đánh giá tích cực từ các nhà phê bình. Nó trở thành một sleeper hit và kiếm được $115 triệu trên toàn thế giới, trở thành phim nhạc kịch hài có doanh thu cao thứ hai trong lịch sử sau School of Rock. Phần tiếp theo, Pitch Perfect 2, được ra mắt ngày 15 tháng 5 năm 2015 và còn giành được thành công hơn nhiều so với trước, kiếm được hơn $286 triệu trên toàn thế giới và cũng đánh bại kỉ lục của School of Rock trở thành phim nhạc kịch hài có doanh thu cao nhất mọi thời đại. Một phần nữa, Pitch Perfect 3 được xác nhận vào ngày 10 tháng 6 năm 2015 và sẽ được cho ra mắt vào ngày 4 tháng 8 năm 2017.

## Phân vai
The Barden Bellas
- Anna Kendrick vai Beca Mitchell, một sinh viên năm nhất là người sống nội tâm và nổi loạn, đã gia nhập Barden Bellas để làm hài lòng người cha của mình; sau đó cô tìm thấy chính mình ở Bellas và cuối cùng trở thành đội trưởng mới của nhóm.
- Anna Camp vai Aubrey Posen, đồng đội trưởng theo truyền thống cứng nhắc của Bellas.
- Brittany Snow vai Chloe Beale, đồng đội trưởng dễ tính của Bellas.
- Rebel Wilson vai "Amy mập" Patricia, một người hài hước lập dị đến từ Tasmania.
- Alexis Knapp vai Stacie Conrad
- Hana Mae Lee vai Lilly Onakuramara, một sinh viên lặng lẽ ăn nói kì lạ nhưng là beatboxer một tài năng.
- Kelley Alice Jakle vai Jessica
- Shelley Regner vai Ashley, mộtbeatboxer.
- Ester Dean vao Cynthia-Rose Adams.
- Wanetah Walmsley vai Denise.

The Treblemakers
- Skylar Astin vai Jesse Swanson một sinh viên viên năm nhất của Barden có ước mơ một ngày trở thành nhà soạn nhạc phim. Anh gia nhập nhóm Barden Treblemaker,bước vào một mối quan hệ mập mờ với Beca và cuối cùng cả hai trở thành người yêu.
- Ben Platt vai Benji Applebaum, bạn cùng phòng của Jesse, là một ảo thuật gia, là một fan của Treblemakers, nhưng bị từ chối.
- Adam DeVine vai Bumper Allen, đội trưởng tự cao của Treblemakers.
- Utkarsh Ambudkar vao Donald, cánh tay phải của Bumper, người beatbox, rap, và là giọng ca chính. Cậu quan hệ với Kori, khiến cô phải rời khỏi Barden Bellas.
- Michael Viruet vai Unicycle
- David Del Rio vai Kolio
- Gregory Gorenc vai Greg
- Wes Lagarde vai "Hat". Không có tên chính thức Hat là biệt danh Bumper đặt cho.
- Steven Bailey vai Steven
- Brian Silver vai Brian
- Michael Anaya vai Michael

Các nhân vật khác
- Nicole Lovince vai Kori, cựu thành viên của Bellas người bị buộc rời đi do có quan hệ với Treblemaker.
- Caroline Fourmy vai Mary Elise, cựu thành viên của Bellas người cũng bị buộc rời đi do có quan hệ với Treblemaker.
- Freddie Stroma vai Luke, quản lý đài phát thanh.
- Jinhee Joung vai Kimmy-Jin, bạn cùng phòng của Beca.
- Christopher Mintz-Plasse vai Tommy, the university's constantly harassed audition launcher.
- John Michael Higgins vai John Smith, bình luận viên của ICCA.
- Elizabeth Banks vai Gail Abernathy-McKadden, bình luận viên của ICCA.
- John Benjamin Hickey vai Tiến sĩ Benjamin Mitchell, bố Beca, giảng viên của trường đại học.

## Phát hành
Phim ra mắt ngày 28 tháng 9 năm 2012 tại Hoa Kỳ.

### Truyền hình tại nhà
Pitch Perfect được phát hành dưới dạng DVD, Blu-ray, và bộ Blu-ray/DVD ngày 18 tháng 12 năm 2012.

### Phản hồi từ nhà phê bình

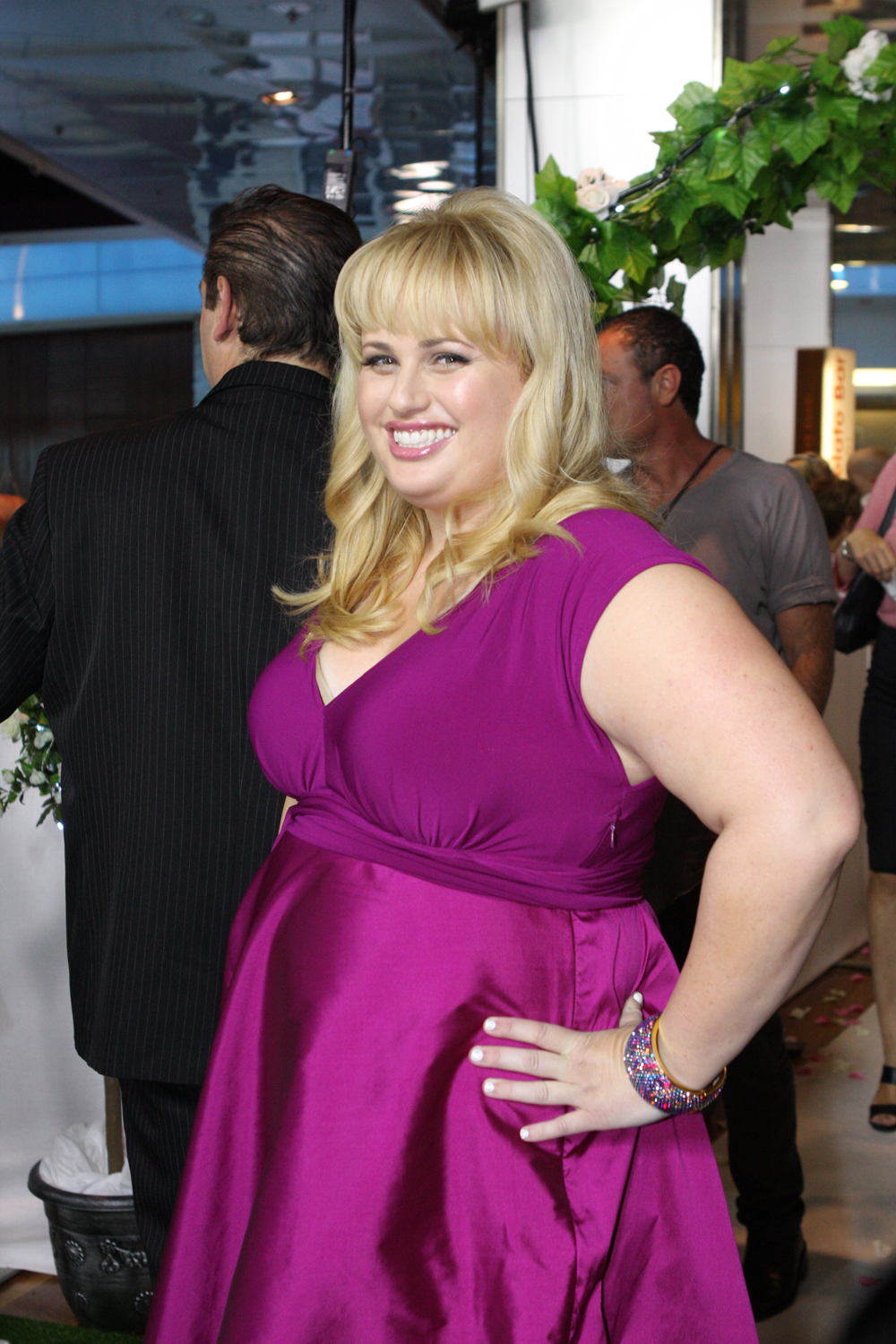
Rebel Wilson được ca ngợi cho vai diễn của cô.

## Sự đón nhận

### Giải thưởng
| Giải                                     | Hạng mục                                                  | Đề cử                                                                                           | Kết quả   |
| ---------------------------------------- | --------------------------------------------------------- | ----------------------------------------------------------------------------------------------- | --------- |
| Broadcast Film Critics Association Award | Nữ diễn viên phim hài xuất sắc nhất                       | Rebel Wilson                                                                                    | Đề cử     |
| Detroit Film Critics Society Award       | Diễn viên đột phá                                         | Rebel Wilson                                                                                    | Đề cử     |
| Motion Picture Sound Editors             | Âm nhạc của phim nhạc kịch xuất sắc nhất                  | Pitch Perfect                                                                                   | Đoạt giải |
| Giải Điện ảnh của MTV                    | Diễn viên đột phá                                         | Rebel Wilson                                                                                    | Đoạt giải |
| Giải Điện ảnh của MTV                    | Khoảnh khắc âm nhạc tuyệt vời nhất                        | Anna Kendrick, Rebel Wilson, Anna Camp, Brittany Snow, Alexis Knapp, Ester Dean và Hana Mae Lee | Đoạt giải |
| Giải Điện ảnh của MTV                    | Phân cảnh đấu tranh nội tâm xuất sắc nhất                 | Anna Camp ("Hack-Appella")                                                                      | Đề cử     |
| Giải Điện ảnh của MTV                    | Nữ diễn viên xuất sắc nhất                                | Rebel Wilson                                                                                    | Đề cử     |
| People's Choice Award                    | Phim hài được yêu thích nhất                              | Pitch Perfect                                                                                   | Đề cử     |
| San Diego Film Critics Society           | Nữ diễn viên phụ xuất sắc nhất                            | Rebel Wilson                                                                                    | Đề cử     |
| Giải Sự lựa chọn của Giới trẻ            | Phim điện ảnh được yêu thích nhất: Hài kịch               | Pitch Perfect                                                                                   | Đoạt giải |
| Giải Sự lựa chọn của Giới trẻ            | Nữ diễn viên phim điện ảnh được yêu thích nhất: Hài kịch  | Anna Kendrick                                                                                   | Đề cử     |
| Giải Sự lựa chọn của Giới trẻ            | Nữ diễn viên phim điện ảnh được yêu thích nhất: Hài kịch  | Rebel Wilson                                                                                    | Đoạt giải |
| Giải Sự lựa chọn của Giới trẻ            | Nam diễn viên phim điện ảnh được yêu thích nhất: Hài kịch | Skylar Astin                                                                                    | Đoạt giải |
| Giải Sự lựa chọn của Giới trẻ            | Cảnh diễn ấn tượng nhất                                   | Ben Platt                                                                                       | Đề cử     |
| Giải Sự lựa chọn của Giới trẻ            | Cảnh diễn ấn tượng nhất                                   | Hana Mae Lee                                                                                    | Đề cử     |
| Giải Sự lựa chọn của Giới trẻ            | Vai diễn đột phá                                          | Adam DeVine                                                                                     | Đề cử     |
| Giải Sự lựa chọn của Giới trẻ            | Điện ảnh: Vai phản diện                                   | Adam DeVine                                                                                     | Đoạt giải |
| Giải thưởng Âm nhạc Mỹ                   | Nhạc phim được yêu thích nhất                             | Pitch Perfect                                                                                   | Đoạt giải |